# Parablastothrix nearctica
Parablastothrix nearctica är en stekelart som beskrevs av Miller 1965. Parablastothrix nearctica ingår i släktet Parablastothrix och familjen sköldlussteklar. Inga underarter finns listade i Catalogue of Life.